# Toshiya Sueyoshi
Toshiya Sueyoshi (末吉 隼也?, Sueyoshi Toshiya; Fukuoka, 18 novembre 1987) è un ex calciatore giapponese, di ruolo centrocampista.

## Carriera
Comincia la sua carriera tra scuole e università, quando nel 2010 viene acquistato dall'Avispa. Viene poi ceduto al Sagan, che lo manda in prestito prima al Trinita e poi all'Avispa, suo primo club professionistico, che lo riscatta. Trascorre poi le ultime due stagioni della sua carriera al Fagiano e al Sagamihara.